# Дубовый Гай (Хмельницкая область)
Дубовый Гай (укр. Дубовий Гай) — село в Полонском районе Хмельницкой области Украины.
Население по переписи 2013 года составляло 180 человек. Почтовый индекс — 30532. Телефонный код — 3843. Занимает площадь 0,447 км². Код КОАТУУ — 6823685501.

## История
Президиум Верховного Совета УССР номером акта 3678-ХІ от 09.03.1987 года постановил присвоить поселению Котелянского отделения свёклосовхоза «Новоселицкий» наименование село Дубовый Гай.

## Местный совет
30533, Хмельницкая обл., Полонский р-н, с. Новоселица, ул. Ленина, 163.